# Erebus speciosus
Erebus speciosus är en fjärilsart som beskrevs av Gustaaf Hulstaert 1924. Erebus speciosus ingår i släktet Erebus och familjen nattflyn. Inga underarter finns listade i Catalogue of Life.